# Araneus acusisetus
Araneus acusisetus este o specie de păianjeni din genul Araneus, familia Araneidae, descrisă de Zhu și Song, 1994. Conform Catalogue of Life specia Araneus acusisetus nu are subspecii cunoscute.